# Sojoez 1
De Sojoez 1 (Russisch: Союз 1, "Unie 1") was een Russisch ruimtevaartuig, en de eerste bemande vlucht van het Sojoez ruimteschip, die werd gelanceerd op 23 april 1967. Aan boord was 1 bemanningslid, kosmonaut Vladimir Komarov. Hij kwam om het leven toen bij de terugkeer op Aarde de parachutes niet goed werkten en het ruimteschip met een snelheid van ruim 140 km per uur te pletter sloeg op de steppevlakte van oblast Orenburg.

## Missieprofiel
Het Sojoez ruimteschip werd ontwikkeld als tegenhanger van het Amerikaanse Apollo ruimteschip en kon tot drie kosmonauten naar de ruimte brengen. De eerste twee onbemande testvluchten brachten honderden technische mankementen en ontwerpfouten aan het licht. Aanhoudende druk vanuit het Politbureau leidde ertoe dat besloten werd Sojoez 1 bemand te lanceren ondanks de vele gebreken.
De dag na de lancering van Sojoez 1 zou een tweede Sojoez vertrekken met als doel de twee Sojoez ruimtevaartuigen aan elkaar te koppelen en beide ruimtevaartuigen grondig te testen in een baan om de Aarde.

## Lancering en vlucht
Op 23 april 1967 werd Sojoez 1 gelanceerd vanaf lanceerplatform 1 (LC1) op Bajkonoer in Kazachstan. Al direct na het bereiken van de baan om de Aarde traden problemen op. Van de twee zonnepanelen van het vaartuig ontplooide er maar één zodat er onvoldoende elektriciteit voorhanden was voor alle apparatuur. Een gedeelte hiervan moest noodgedwongen uitgeschakeld worden. Na dertien rondjes om de Aarde te hebben gedraaid meldde Komarov aan de vluchtleiding dat de automatische piloot was uitgevallen en dat de handmatige besturing slechts gedeeltelijk werkte waardoor het ruimteschip hevig tolde. De vluchtleiding besloot daarop dat de vlucht zo snel mogelijk afgebroken moest worden. Omdat men niet zeker wist of Komarov de capsule met de haperende besturing veilig aan de grond zou kunnen zetten, werd zijn vrouw naar het vluchtleidingscentrum geroepen om afscheid te nemen van haar echtgenoot.

## Terugkeer en crash
Tijdens de achttiende omloop om de Aarde vuurde Komarov handmatig de remraketten af en begon aan de afdaling door de aardatmosfeer. Ondanks de haperende besturing doorstond de capsule de vurige terugkeer, maar het noodlot sloeg alsnog toe toen de hoofdparachute niet ontplooide. Handmatig ontplooide Komarov de reserveparachute, maar de lijnen hiervan raakten verstrikt, in de ontplooide trekparachute van de hoofdparachute, als gevolg van de tollende beweging van de capsule. Sojoez 1 boorde zich met hoge snelheid (meer dan 40 m/s) in de bodem. De klap was zo hard dat alleen de verstevigingsring rond het luik van de capsule enigszins intact bleef. De remraketten van de capsule kwamen tot ontploffing en veroorzaakten een hevige brand. Nadat de bergingsploegen het brandende wrak hadden bereikt, kostte het nog geruime tijd om het stoffelijk overschot van Komarov tussen de wrakstukken te lokaliseren en te bergen.

## Nasleep van het ongeluk
Vladimir Komarov werd in eerste instantie tijdelijk begraven op de plaats van de crash. Na berging van de totaal verwoeste capsule werd zijn stoffelijk overschot overgebracht naar Moskou alwaar hij een staatsbegrafenis met volledige militaire eer kreeg. Zijn lichaam werd bijgezet in de muur van het Kremlin.
Na het ongeluk werd een programma gestart om het Sojoez ruimteschip grondig te verbeteren, vergelijkbaar met het verbeteringsprogramma voor het Amerikaanse Apollo ruimteschip na de brand in de Apollo 1 op 27 januari 1967.
Anderhalf jaar na de vlucht van Sojoez 1 werd een herboren versie van Sojoez in dienst gesteld. Het oorspronkelijke missiedoel van Sojoez 1 (koppelen met een ander ruimtevaartuig) werd uiteindelijk gerealiseerd door Sojoez 4 en Sojoez 5.

## Bemanning
- Vladimir Komarov

Dit was Komarovs tweede ruimtevlucht. Eerder vloog hij als onderdeel van de driekoppige bemanning van de Voschod 1 in oktober 1964.